# سليمان كيتا
سليمان كيتا (بالفرنسية: Souleymane Keïta)‏ (مواليد 24 نوفمبر 1986 في باماكو) هو لاعب كرة قدم مالي دولي يلعب حاليًا كلاعب خط وسط.

## المسيرة الرياضية
بدأ كيتا مسيرته الرياضية في مالي مع نادي دجوليبا. بعد موسم واحد انضم إلى نادي الجزيرة الإماراتي حيث أقام لموسم واحد فقط قبل أن يغادر النادي. في صيف عام 2005 انضم إلى نادي وفاق سطيف الجزائري وكان له تأثير فوري. في أول موسم له كان ثبت أقدامه في التشكيلة الأساسية للفريق وساعد الفريق على احتلال المركز الرابع في الرابطة الجزائرية المحترفة الأولى والحصول على مكان في البطولة العربية للأندية العام المقبل. سيكون موسم 2006-2007 هو الأكثر نجاحاً حتى الآن حيث ساعد وفاق سطيف في الفوز ببطولة الرابطة الجزائرية المحترفة الأولى ودوري أبطال العرب.

### نزاع الانتقال
بعد فوزه بدوري أبطال العرب عام 2007 وقع عقدا مع النادي العربي القطري. ومع ذلك بعد أيام قليلة فقط وقع عقداً آخر مع نادي أجاكسيو في الدوري الفرنسي الدرجة الثانية واختار الانضمام إليه بدلاً من ذلك. بعد لعب 4 مباريات لأجاكسيو رفع العربي قضيته إلى الاتحاد الدولي لكرة القدم لاستعادة اللاعب وحكم الفيفا لصالحه مما أجبر اللاعب على الانضمام إلى العربي.

### سيفاسبور
في 27 ديسمبر 2009 ترك لاعب الوسط البالغ من العمر 23 عام الخريطيات لينضم إلى سيفاسبور في الدوري التركي الممتاز حيث وقع النجم المالي على عقد لمدة عامين.

## الإنجازات
- وفاق سطيف
  - الرابطة الجزائرية المحترفة الأولى (1): 2006-07
  - دوري أبطال العرب (1): 2006-07